# Jürgen Schwab (Musiker)
Jürgen Schwab (* 23. Januar 1962 in Steinheim am Main) ist ein deutscher Musiker (Gitarre, Gesang),  Musikwissenschaftler und Journalist.

## Leben
Schwab wuchs in Hanau auf und studierte zunächst Medizin, wechselte nach dem Physikum aber zu Musikpädagogik, Musikwissenschaft und Philosophie in Frankfurt am Main sowie Jazz-Gitarre und -Komposition am Berklee College of Music in Boston/USA, wo er 1993 graduierte. Anschließend promovierte er 1998 bei Ekkehard Jost mit einer musikwissenschaftlichen Arbeit über Die Gitarre im Jazz. Auf der deutschen Jazzszene spielte er mit Emil Mangelsdorff, Klaus Göbel, Günter Lenz, Wilson de Oliveira, Dirk Raufeisen, der hr-Bigband und Götz Ommert. Mit seinem Album Heute noch ist er als deutschsprachiger Singer/Songwriter zwischen Folk, Jazz, Chanson und Pop hervorgetreten. Schwab wurde einem größeren Publikum vor allem durch seine Zusammenarbeit mit Fritz Rau bekannt; von 2005 an begleitete er als Gitarrist und Sänger die Lesungen des ehemaligen Konzertveranstalters.
Als Musikwissenschaftler hat Schwab neben zahlreichen Artikeln zwei Bücher verfasst, Die Gitarre im Jazz (1998) und eine Jazzgeschichte der Stadt Frankfurt (Der Frankfurt Sound – Eine Stadt und ihre Jazzgeschichte(n), 2004). Als Journalist arbeitete Jürgen Schwab als Konzert-Kritiker für die FAZ sowie für den Hessischen Rundfunk, wo er unter anderem Hörfunksendungen zum Thema Jazz moderiert. Seit 2016 ist er einer der drei Programmgestalter des Deutschen Jazzfestivals Frankfurt.
Von 1996 bis 1998 war Schwab Dozent für Jazzgitarre an der Hochschule für Musik und Darstellende Kunst Frankfurt am Main und versah in der Folgezeit musikwissenschaftliche Lehraufträge an der Justus-Liebig-Universität in Gießen. Von 2006 bis 2009 war er Dozent für Jazzgeschichte an der Essener Folkwang Universität der Künste. Im März 2018 trat Schwab eine Professur am Mediencampus Dieburg der Hochschule Darmstadt an.
2025 erhielt Schwab zusammen mit weiteren beteiligten Autoren sowie dem verantwortlichen Redakteur, Thomas Loewner, den Deutschen Jazzpreis für Journalistische Leistung für die Deutschlandfunk-Sendereihe JazzFacts Deutschlandreise.

## Werke

### Bücher
- Der Frankfurt Sound. Eine Stadt und ihre Jazzgeschichten, Societätsverlag, Frankfurt am Main 2004. ISBN 3-7973-0888-4
- Die Gitarre im Jazz. Zur stilistischen Entwicklung von den Anfängen bis 1960, ConBrio Verlag, Regensburg 1998. ISBN 3-932581-11-3

### Auswahl-Diskographie
- Jürgen Schwab & Götz Ommert: Swing´n´Strings
- Songs Unplugged
- Heute noch
- Luftschlösser